# Danica Aćimac
Danica Aćimac (serbisch-kyrillisch Даница Аћимац, auch Danica Pomorišac; * 29. Dezember 1928 in Belgrad; † 11. Juni 2009 ebenda) war eine jugoslawische Schauspielerin.

## Leben
Aćimac begann bereits als Kind am Serbischen Theater ihrer Geburtsstadt. 1939 begann sie bei Radio Belgrad mit Radioarbeiten, welche durch den Beginn des Zweiten Weltkriegs beendet wurden. 1950 gründete sie mit Minja Dedić und einer Gruppe von Kunststudenten und -lehrerin in Cetinje das „Cetinsjsko pozorište“. Einer breiteren Öffentlichkeit wurde sie vor allem durch ihre Arbeit in Fernsehserien bekannt; ihre dortige Karriere begann 1959 und dauerte bis 1976 an. Hauptsächlich jedoch widmete sie sich wieder der Bühnenarbeit, jahrelang gehörte sie dem Ensemble des Theaters auf der Terazije in Belgrad an, wo sie durch ihre Wandlungsfähigkeit geschätzt wurde. Bis 1966 trat sie oft unter dem Namen Danica Pomorišac auf.

## Filmografie (Auswahl)
- 1967: Zlatna praćka